# Val A. Browning
Val Allen Browning (20 de agosto de 1895 - 16 de mayo de 1994) fue un industrial estadounidense, filántropo y fabricante de armas de tercera generación. Su abuelo, Jonathan Browning, abrió una tienda de armas en Ogden, Utah en 1852, y su padre, John Browning, es considerado como uno de los diseñadores de armas de fuego más exitosos del siglo XX.

## Biografía
Nacido en Ogden, Territorio de Utah, Browning se graduó de la secundaria Ogden en 1913 y luego estudió derecho e ingeniería en la Universidad Cornell. De joven trabajaba en la tienda que su abuelo había abierto.
En 1918, Browning fue comisionado como segundo teniente del Ejército de los Estados Unidos y sirvió con la 79.ª División de Infantería en Verdún durante la Primera Guerra Mundial. En 1920, se convirtió en el gerente de la fabricación de armas de John Browning en Lieja, Bélgica, y sirvió como representante personal de su padre ante Fabrique Nationale de Herstal. Tras la muerte de su padre en 1926, Browning tenía la responsabilidad de completar los proyectos que su padre no había terminado, incluida la escopeta superpuesta Browning y la pistola Browning Hi-Power (GP-35) (esta última en cooperación con el asistente belga de su padre, Dieudonné Saive). 
En 1924, Browning se casó con Ann Chaffin (1901-1975) de Farmington, Utah, y tuvieron cuatro hijos. Vivieron en Bélgica hasta 1935 cuando Browning regresó a Utah como presidente de Browning Arms Company. 
Browning recibió 48 patentes de armas durante su carrera, en comparación con las 128 patentes de armas estadounidenses de su padre John Browning. En 1955, Val Browning fue galardonado con el título de Caballero en la Orden de Leopoldo por el Rey Balduino de Bélgica por una "contribución sobresaliente al Arte de Fabricación de Armas"; un honor que le había sido otorgado a su padre en 1914.
Browning pasó su carrera representando intereses comerciales en los Estados Unidos y Europa. Además de presidir Browning Arms, se desempeñó como director de First Security Corporation, Utah International, Amalgamated Sugar Company y Mountain Fuel Supply Company. A través de la compra en 1940 de algunas de las acciones fundadoras de WL Wattis en Utah Construction Company, Browning compartió las ganancias sustanciales en la venta de Utah International. Browning fue un benefactor de la Universidad Estatal de Dixie y la Universidad Estatal de Weber, y su donación de su importante colección de obras de arte europeas formó la base de las pinturas de obras maestras del Museo de Bellas Artes de Utah. 
Browning murió en 1994. Fue miembro de La Iglesia de Jesucristo de los Santos de los Últimos Días. 

### En inglés
- Centro de Val A. Browning
- Museo de Bellas Artes de Utah
- Obituario de hijo, John Val Browning - Deseret News
- US2401903A – Repeating firearm
- US2385057A – Firing mechanism for repeating firearms
- US2341204A – Sight for firearms

- Datos: Q7909061
- Multimedia: Val A. Browning / Q7909061